# یواس‌اس زیپالانگ (اس‌پی-۳)
یواس‌اس زیپالانگ (اس‌پی-۳) (به انگلیسی: USS Zipalong (SP-3)) یک کشتی بود که طول آن ۷۸ فوت ۰ اینچ (۲۳٫۷۷ متر) بود. این کشتی در سال ۱۹۰۷ ساخته شد.